# Croix des Douze-Apôtres à Logonna-Daoulas
La croix des Douze-Apôtres  est un édifice situé à Logonna-Daoulas en France.

## Localisation
La croix est située sur le territoire de la commune de Logonna-Daoulas,  sur l'ancien chemin vicinal reliant Logonna-Daoulas et L'Hôpital-Camfrout, près du hameau de Rungléo, dans le département du Finistère en région Bretagne.

## Description
La croix se compose d'un monolithe dressé de forme trapézoïdale à quatre faces, au sommet duquel est insérée une croix de section quadrangulaire, l'ensemble étant posé sur un bloc arrondi de granite formant socle. L'élément principal, haut de 2,20 m, correspond probablement au remploi d'un ancien monolithe (menhir, stèle de l'âge du fer, borne milliaire), retaillé et christianisé.
La face antérieure est sculptée de bas-reliefs représentant les douze Apôtres disposés dans des niches, dominés par la figure du Christ bénissant tenant un globe dans la main gauche. La liste et l'emplacement des apôtres serait, selon Castel, à mettre en relation avec le canon romain du rite tridenti défini par le pape Pie V en 1570, ce qui suggère une mise en oeuvre de cette croix dans le dernier quart du XVIe siècle. Cette iconographie entretient également une parenté avec celle de plusieurs hautes-croix irlandaises datant des IXe et Xe siècles. Bien que menhirs et stèles christianisées soient fréquents en Bretagne, il semble qu'aucune croix comparable n'ai été identifiée dans la région.

## Historique
La croix est inscrite au titre des monuments historiques par arrêté du 27 juillet 2015.

## Galerie

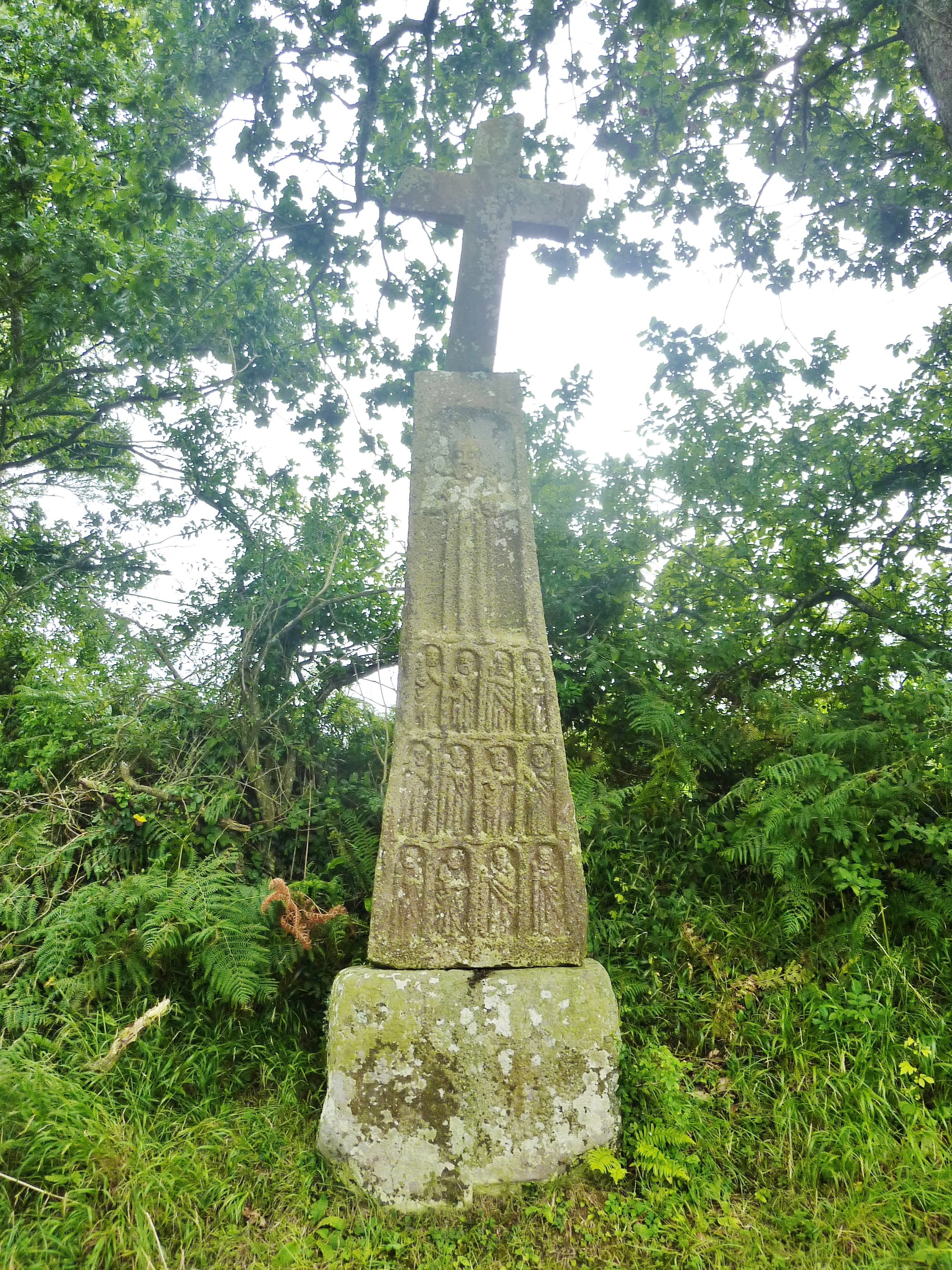
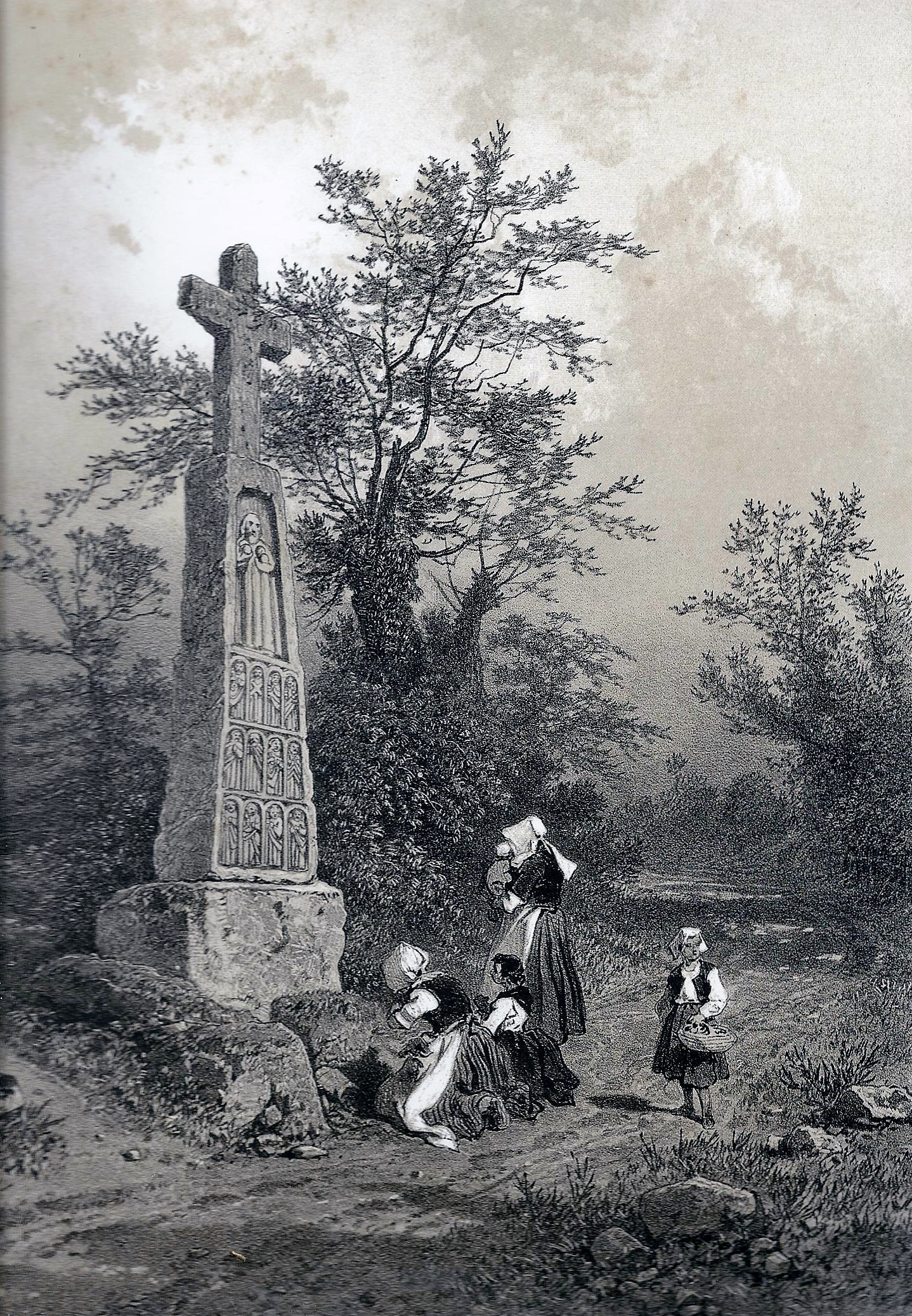
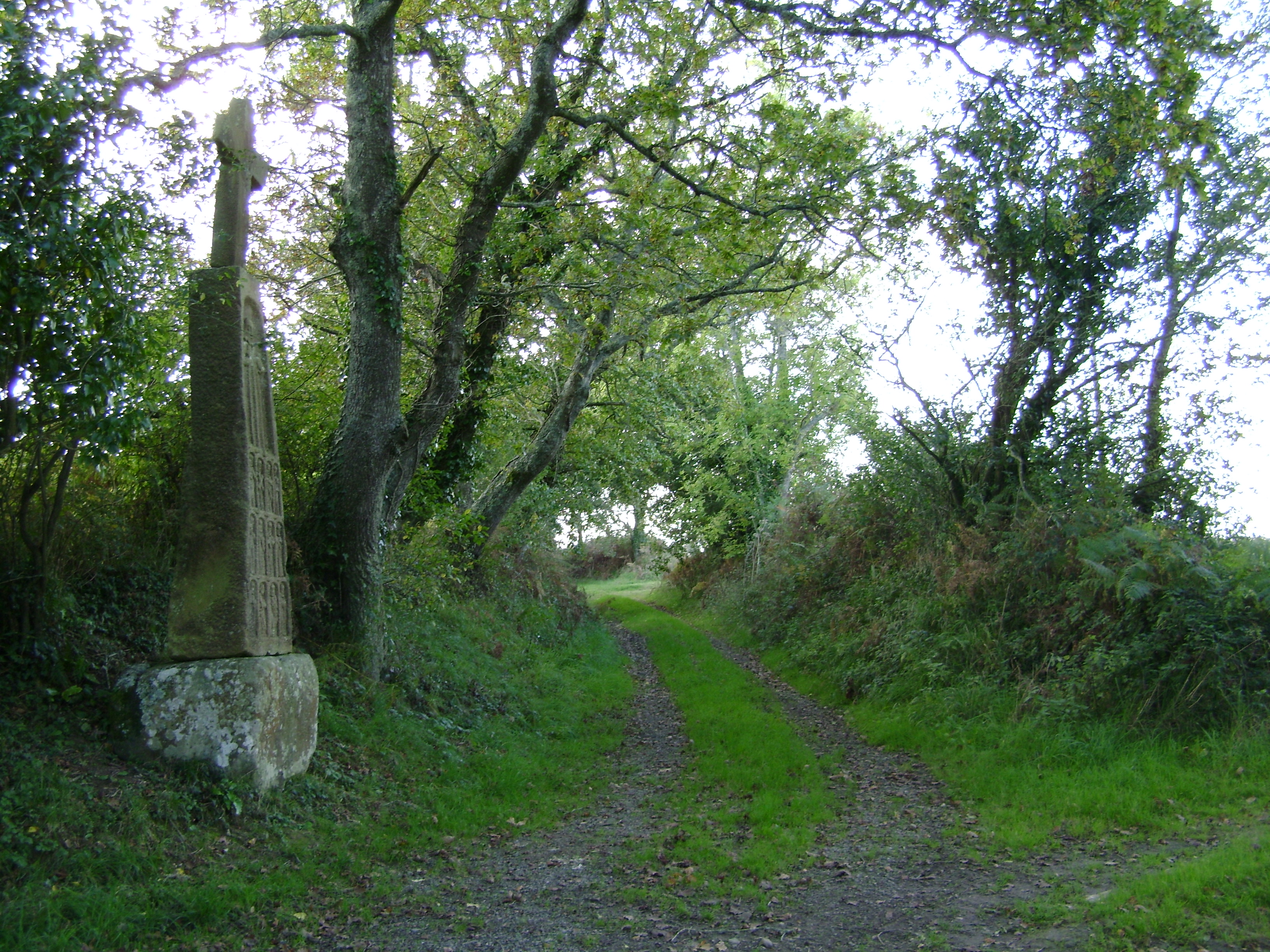
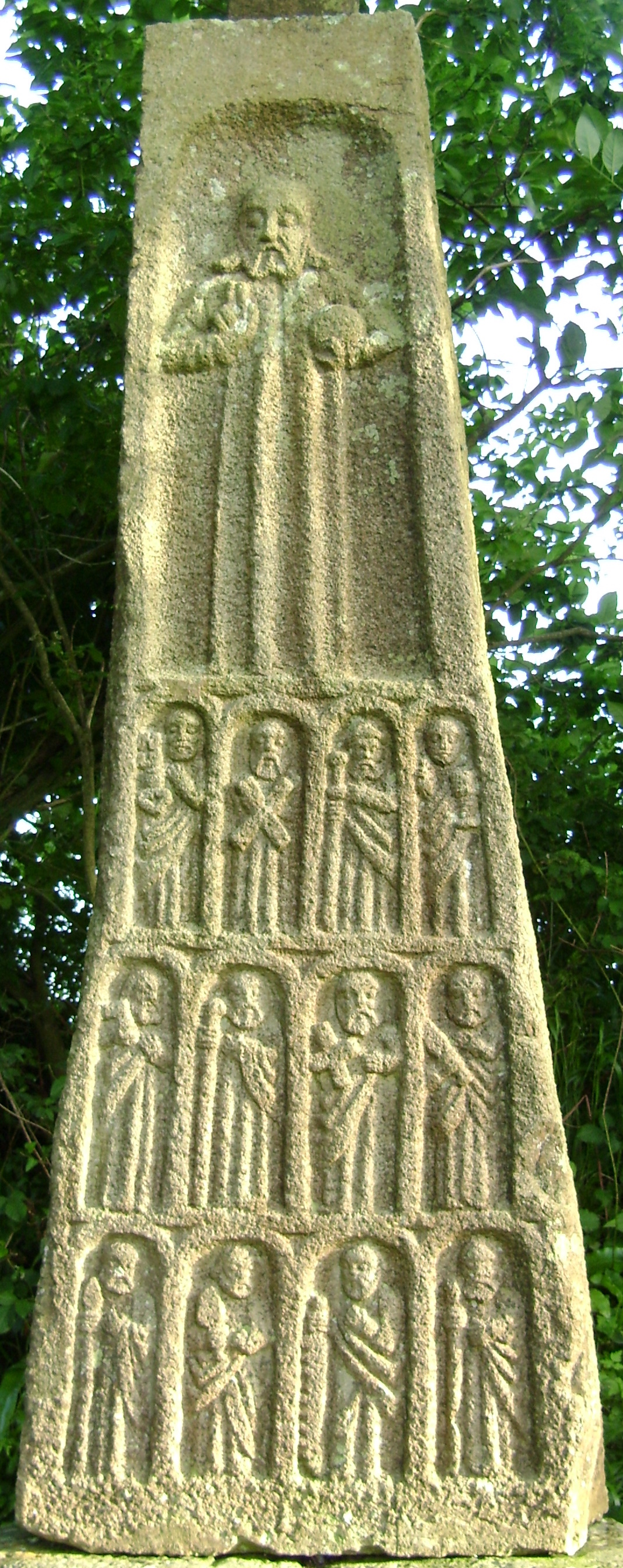
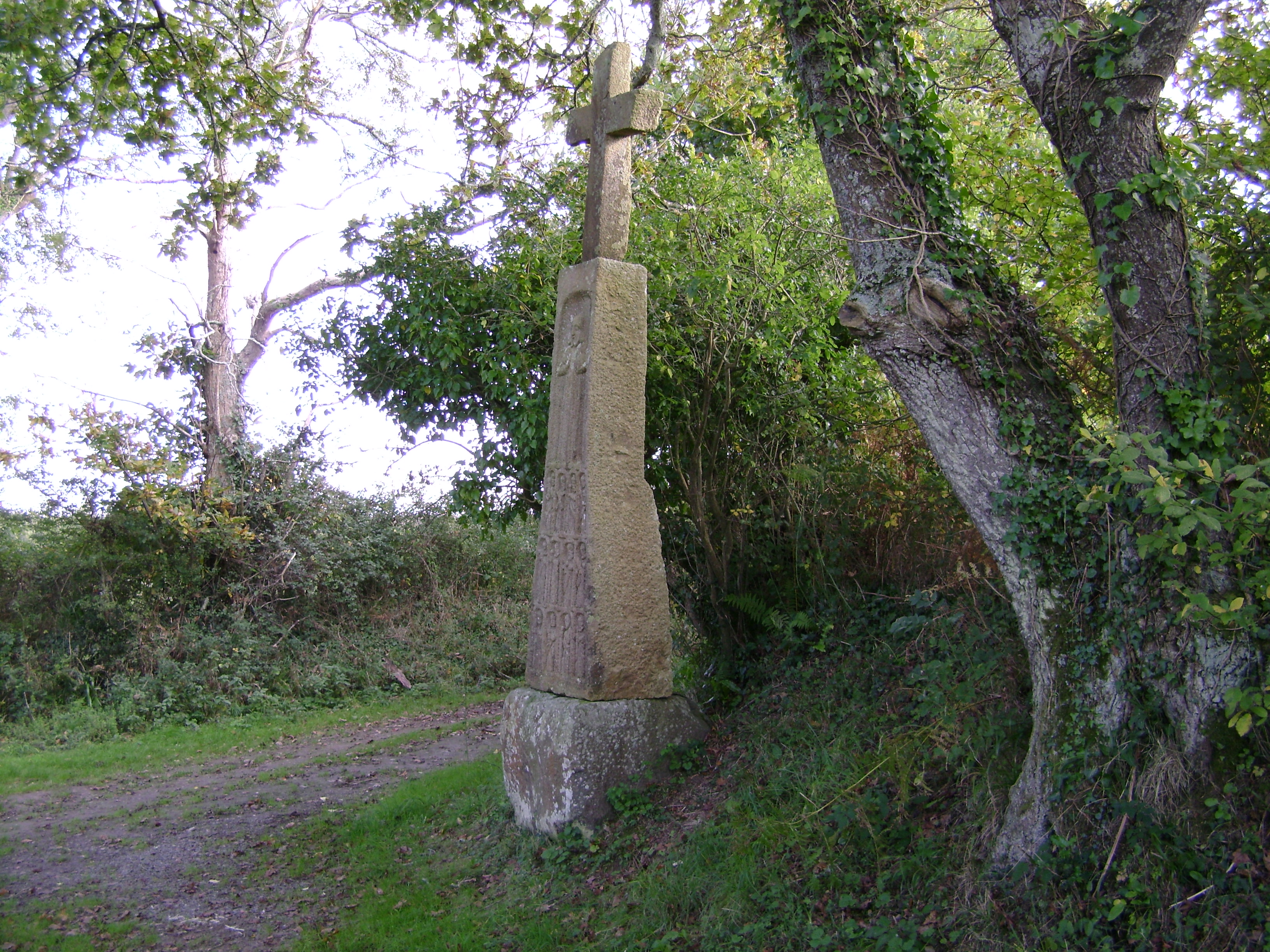
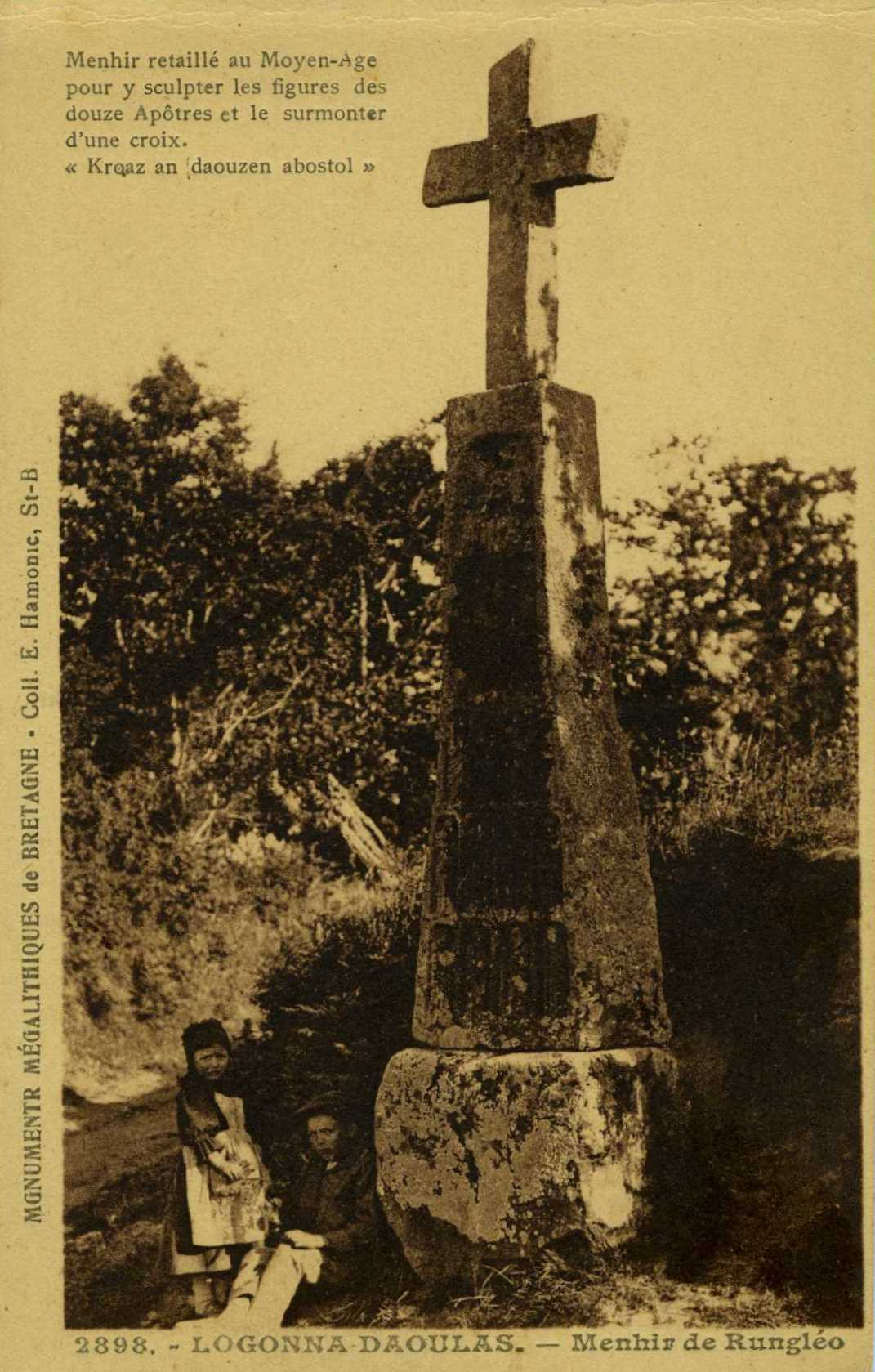